# Гуд-Гоуп (Джорджія)
Гуд-Гоуп (англ. Good Hope) — місто (англ. town) в США, в окрузі Волтон штату Джорджія. Населення — 339 осіб (2020).

## Географія
Гуд-Гоуп розташований за координатами 33°47′24″ пн. ш. 83°37′2″ зх. д. / 33.79000° пн. ш. 83.61722° зх. д. (33.790031, -83.617238).  За даними Бюро перепису населення США в 2010 році місто мало площу 4,84 км², з яких 4,77 км² — суходіл та 0,07 км² — водойми.

## Демографія
Згідно з переписом 2010 року, у місті мешкали 274 особи в 115 домогосподарствах у складі 77 родин. Густота населення становила 57 осіб/км².  Було 130 помешкань (27/км²).
Расовий склад населення:
| - 98,2 % — білих - 0,7 % — чорних або афроамериканців |

До двох чи більше рас належало 1,1 %. Частка іспаномовних становила 1,1 % від усіх жителів.
За віковим діапазоном населення розподілялося таким чином: 19,3 % — особи молодші 18 років, 56,6 % — особи у віці 18—64 років, 24,1 % — особи у віці 65 років та старші. Медіана віку мешканця становила 44,5 року. На 100 осіб жіночої статі у місті припадало 81,5 чоловіків;  на 100 жінок у віці від 18 років та старших — 82,6 чоловіків також старших 18 років.
Середній дохід на одне домашнє господарство  становив 51 938 доларів США (медіана — 43 125), а середній дохід на одну сім'ю — 64 105 доларів (медіана — 55 625). За межею бідності перебувало 16,9 % осіб, у тому числі 22,6 % дітей у віці до 18 років та 26,6 % осіб у віці 65 років та старших.
Цивільне працевлаштоване населення становило 108 осіб. Основні галузі зайнятості: освіта, охорона здоров'я та соціальна допомога — 18,5 %, будівництво — 18,5 %, публічна адміністрація — 12,0 %, виробництво — 8,3 %.